# Сезостріс
Сезостріс (грец. Σέσωστρις) — узагальнююче грецьке ім'я давньоєгипетського героя, яке трапляється у класичній літературі. Відомі й інші його варіанти — Сесостріс, Сезоосіс, Сезонхосіс, Сезотіс, Состріс.
За творами давньогрецьких істориків Геродота, Страбона, Діодора Сицилійського це ім'я належало царю, уславленому завоюванням величезних теренів Азії, Європи, Африки. Зокрема, в Азії Сезостріс владарював над Персією, Бактрією, Мідією, Ассирією; в Європі від дійшов до кордонів Фракії і захопив Скіфію; в Африці володів Ефіопією. Цьому персонажу приписують також видатну законотворчість. Вважають, що Сезостріс видавав закони, що регулювали суспільне і приватне життя, розподіляли земельну власність, створювали касти, встановлювали культ Серапіса. Серед нових звичаїв, встановлених Сезострісом, був наказ чоловікам носити по дві одежини, а також власноруч займатися ткацтвом. Цар видав такий наказ для того, щоб розбестити народ, бо сподівався, що такими підлеглими буде легше керувати.
Значна поширеність цього імені в міфологічній літературі змушує думати, що у нього був реальний прототип. Йосип Флавій вважав, що Сезостріс — це біблійний цар Шішак. Іншим прототипом міг бути могутній фараон Сенусерт III. Манефон і пізніші фіванські жерці ототожнювали його з фараоном Рамсесом II. Ця думка залишається найбільш правдоподібною й досі. Її підтвердженням може слугувати те, що Рамсес II ще за свого життя отримав зменшувальне ім'я Сетсу-Ра та залишив по собі багато пам'ятників, будівель, написів і зображень військових подвигів. Ймовірно, жерці у спробі звеличити свого повелителя приписували йому вигадані перемоги, як от завоювання Персії, Скіфії та інших частин Європи. Вони також перенесли на свого володаря справжні перемоги інших видатних полководців стародавньої історії: перських царів Кира Великого і Дарія, Александра Македонського, фараонів Сеті, Тутмоса, Усетерсенів. Вважають, що так звані хеттські скульптури в Малій Азії та фінікійські барельєфи в Нар-ель-Кельба увічнюють пам'ять цього героя.
На честь цього міфічного героя названий астероїд 4414 Сесостріс.